# Nikita Filipov
Nikita Filipov (12 de marzo de 2002) es un deportista ucraniano que compite en karate, en la modalidad de kumite. Ganó una medalla de bronce en los Juegos Europeos de Cracovia 2023, en la categoría de –60 kg.

## Palmarés internacional
| Juegos Europeos | Juegos Europeos         | Juegos Europeos   | Juegos Europeos |
| Año             | Lugar                   | Medalla           | Prueba          |
| --------------- | ----------------------- | ----------------- | --------------- |
| 2023            | Bielsko-Biała (Polonia) | Medalla de bronce | –60 kg          |